# Antigues Escoles (Palau-saverdera)
Les Antigues Escoles és una obra del municipi de Palau-saverdera (Alt Empordà) inclosa en l'Inventari del Patrimoni Arquitectònic de Catalunya.

## Descripció
Situades dins del nucli urbà de la població, l'edifici ocupa tota una illa delimitada pels carrers Nou, de l'Escola, Padró i Gironès.
Edifici exempt de planta rectangular format per tres crugies, les dues situades als extrems més altes. Les cobertes són a dues vessants de teula àrab, amb voladís sostingut amb les mateixes bigues que les cobertes. Consta de planta baixa i un pis d'alçada. L'edifici té doble façana, tot i que la principal té sortida al carrer Nou. A la planta baixa hi ha un portal d'arc de mig punt ubicat a la crugia situada a l'angle est de l'edifici, la qual correspon a la caixa d'escala. Damunt seu hi ha dues finestres d'arc de mig punt, amb la línia d'impostes destacada i ampit corregut. A la part superior, un rellotge de sol decorat amb motius ornamentals. A la part central de la façana, les obertures són de les mateixes característiques que les de l'escala, agrupades per parelles. A la primera planta hi ha una terrassa amb barana d'obra motllurada i entaulament de bigues. La crugia adossada a l'oest presenta el mateix tipus d'obertures anteriors, però agrupades en grups de tres. A l'altell hi ha un òcul emmarcat. La façana posterior manté les mateixes característiques tipològiques que la resta de façanes de l'edifici.

## Història
La creació de les Antigues Escoles o també nomenades Escoles de la Mancomunitat va ser promoguda per la Diputació de Girona i l'extingida Mancomunitat de Catalunya (1914-1925), va funcionar com a escola durant 80 anys.
L'any 1999 l'edifici fou traspassat al patrimoni municipal. Després de traslladar els alumnes a la nova escola del Quintants, l'escola va patir una sèrie de reestructuracions per acollir les dependències de l'actual Ajuntament. Aquest va ser inaugurat el 5 de febrer de 2005.